# Kpessi jezik
Kpessi jezik (ISO 639-3: kef; isto i kpesi, kpétsi), jedan od 21 gbeskih jezika, šira skupina left bank, kojim govori oko 4 000 ljudi (2002 SIL) u togoanski kantonima Kpessi, Nyamassila i Langabou. Etnička Kpessi populacija također iznosi 4 000.
Prema Carte générale for Togo (IGN France and DCNC Togo 1992), kpessi se govori u sljedećim naseljeima: Agbénou, Amugblé, Assouma-Kodji, Atikpai, Avakodja, Dossogblé-Babamé, Edomi, Foudje, Gaougblé, Kodiokpegblé, Kofiti, Kokoté, Koulan, Kpessi, Kuble, Langabou, Malomi, Matikpo, Motsokpli, Nyamassila, Podedzi i Tschihé.
Na govornom kpessi-području u upotrebi je i francuski kao službeni jezik, dok se u crkvi koristi éwé, a u džamiji arapski i tem (Kotokoli).

## Vanjske poveznice
- Ethnologue (14th)
- Ethnologue (15th)